# Гудович Іван Васильович
Іва́н Васи́льович Гудо́вич (рос. Иван Васильевич Гудович; 1741, село Старі Івайтенки — 22 січня 1820, село Ольгопіль, нині Чечельницького району Вінницької області) — представник українського козацько-старшинського роду Гудовичів, граф (з 5 квітня 1797), генерал-фельдмаршал російської імператорської армії. Керівник війн Російської імперії в Молдові та Валахії, в 1789 році відвоював у османів Хаджибей (пізніше тут було засновано Одесу), в 1791 році захопив штурмом Анапську фортецю, в 1807 році завоював каспійське узбережжя Дагестану, в 1809—1812 роках — головнокомандувач в Москві. Один із інженерів межових ліній Російської імперії з країнами Кавказу та Кубані.
Зять останнього Гетьмана України Кирила Розумовського. Тесть покровителя поета Тараса Шевченка Іллі Лизогуба.

## Біографія
Син Генерального підскарбія (1760—1764 рр.) Василя Андрійовича Гудовича (1713—1764) та його першої дружини Ганни Петрівни Носенко-Білецької (вдови по Івану Даровському). Молодший брат Андрія Гудовича. Навчався в університетах Кенігсберга та Лейпціга.
1 січня 1759 року Івана Гудовича прийняли на військову службу інженер-прапорщиком в Інженерний корпус, пізніше служив флігель-ад'ютантом (з 01.10.1760) при начальникові збройної канцелярії графові П. І. Шувалові. Під час короткого правління імператора Петра III зробив стрімку кар'єру завдячуючи своєму братові Андрію Гудовичу, котрий був одним з найбільш наближених до імператора офіцерів. 28 грудня 1761 року Івана Гудовича призначено генерал-ад'ютантом дядька імператора генерал-фельдмаршала принца Георга Шлезвіг-Гольштейн-Готторпського та полковником.
Після приходу до влади імператриці Катерини II (1762 р.) був арештований, але через три тижні звільнений та отримав підвищення по службі. 1763 року у званні полковника став командиром Астраханського піхотного полку, з яким вирушив до Речі Посполитої, щоб забезпечити обрання королем російського ставленика Станіслава Понятовського.
На чолі Астраханського полку брав участь у російсько-турецькій війні 1768—1774 років. У липні 1769 року відзначився в битві під Хотином. 16 березня 1770 отримав військове звання бригадира за перемогу у бою в Рачевському лісі 14 серпня 1769 року. На чолі Астраханського і 3-го Московського піхотних полків звитяжив у бойових діях під селом Ларга (7 липня 1770 року), містом Кагул (21 липня 1770 року), Браїловим. Під мурами Бухареста розгромив османський корпус і штурмом узяв столицю Валахії, за що Гудовичу надали звання генерал-майора (04.12.1770). Командував колоною в штурмах Журжі (Джурджу) (21 лютого і 7 серпня 1771); розбив турків при Одалунах (1771). У 1772 році через пораненя у ногу важко захворів і залишив армію, у 1774 році повернувся до війська і брав участь у завершальних битвах війни на Дунаї.
Після укладання Кючук-Кайнарджійського миру у 1774 році призначено командувачем дивізії в районі Очакова та на річці Південний Буг, потім у Херсоні. 1776 року одружився з молодшою донькою гетьмана Кирила Розумовського. В 1777 році підвищений у званні до генерал-поручника.
Очільник Рязанського і Тамбовського намісництв (1785—1797), водночас — інспектор армії з інфантерії та кавалерії. 1786 року наказав спорудити через річку Студенець в Тамбові новий кам'яний міст. За ініціативою намісника 1787 року у Рязані було відкрито Оперний Дім. 1788 року за наказом Гудовича для Оперного Дому відкрито нову велику будівлю. Мав суперечки з Гаврилом Державином, головою (губернатором) Тамбовського правління, який на думку Гудовича надмірно боровся з хабарництвом, чим створював складнощі для місцевого купецтва, створюючи соціальну напругу. Зрештою 1789 року домігся звільнення Державіна. Разом з тим Гудович мав складні стосунки з генерал-прокурором Олександром Вяземським.
У російсько-турецьку війну 1787—1791 років за власним проханням (можливо також щоби уникнути розгляду його зловживань в Рязані та Тамбові) відправлено до діючої армії (залишаючись намісником) і призначено командувачем окремим корпусом. На чолі його опанував укріпленням Хаджибея (14 вересня 1789 року) і фортецю Кілію (18 жовтня 1790 року). За ці успішні дії став генерал-аншефом (12.11.1790). З 12 листопада 1790 — командувач Кубанським корпусом і начальник Кавказької лінії; із 7-тисячним загоном штурмом оволоділи фортецею Анапа (22 червня 1791 року), за що отримав орден Св. Георгія 3 ступеню.
12 листопада 1790 року Гудовича призначили Кавказьким намісником. Відмовив Катерину II від наміру надати військову допомогу Муртазі-Кулі-хану, що просив війська для захоплення трону Персії. У 1791—1794 роках Іван Васильович розробляв і реалізовував проект створення «кордонної лінії» від верхів'я річки Кума до гирла річки Лаба (притоки Кубані). Брав участь у придушенні Осавульського повстання на Дону в 1792—1794 роках. Забезпечив приєднання Тарковського шамхальства (у жовтні 1793 року). 1795 року невдало намагався захопити Дербентське ханство. Під керівництвом Гудовича побудовано фортеці Усть-Лабінська, Кавказька, Шовководська. Разом з тим активно сприяв православним священникам при християнізації гірських осетин та інгушів. 1 жовтня 1795 року отримав наказав від імператриці рушити на допомогу грузинському цареві Іраклію II, у володіння якого вдерся перський шах Ага Мохаммед-хан, але було запізно: Гудович не встиг запобігти захопленню і руйнуванню Тіфліса. 1796 року подав у відставку. Від Катерини II 1796 року отримав 1800 кріпаків у Подільській губернії. Після вступу на престол Павла I призначається на посади головнокомандувача військами на Кавказькій лінії, в Грузії та Дагестані, Астраханського військового губернатора, керуючого цивільною частиною Астраханської, Кавказької губерній та Грузії. При коронації Павла I 5 квітня 1797 року отримав графський титул. Намагався економічними заходами привернути гірські народи на бік імперії. Водночас за наказом імператора наглядав за діями Персії на Кавказі. Підтримував грузинських князів Еріставі та Мачабелі, яким було надано землі з селами, де мешкали осетинські селяни.
Як Астраханський губернатор у 1792—1798 роках Гудович займався передусім питаннями поземельного устрою прикаспійських територій, в чому зайняв максимально обережну позицію, зупиняючи подальше відчуження будь-яких угідь у приватні руки. Йдеться зокрема про землі, які передбачалися роздати у приватні руки ще за його попередника П. С. Потьомкіна. 1794 року за наказом Гудовича губернатором Петром Скаржинським було проведено канал від Кутума (рукава Волги) до порту в Астрахані неподолік від кремля. Але невдовзі канал занесло піском і це місце було перетворено на вулицю.
Від 1798 року Гудович був генерал-губернатором: спочатку в Києві (березень—червень 1798 р.), потім (від травня 1798 року до червня 1800 року ) у Кам'янці-Подільському. Далі він став головнокомандувачем армії, яка готувалася до походу на Рейн. 1806 року командував військами в Закавказзі. Влітку того ж року у битві при Каракапеті (у Карабасі) завдав поразки перському війську на чолі із Аббас-Мірзою. 18 червня 1807 року розгромив османську армію сераскира Юсуф-паші в битві біля фортеці Гумри на річці Арпачай, за що 30 серпня 1807 року отримав звання генерал-фельдмаршала. У липні 1807 року домігся зброєю та дипломатією визнання чеченськими селами Великий Чечен, Алдинське, Шалі, Шагдин, Великі і Малі Атаги, Герменчук, Чахкері, Гехі влади Російської імперії. Після невдалого штурму Ерівані (17.11.1808) відступив з військом в Грузію. 1809 року домігся переходу осетин-тагаурців у підданство Росії, натомість Гудович 1809 року надав привілеї останнім. Також домігся від алдара (осетинського князя) Дударуко Дударова зобов'язання охороняти Дар'ялський перевальний шлях. Важка хвороба (з втратою ока) змусила Гудовича в 1809 році залишити службу на Кавказі.
У 1810—1812 роках був членом Державної ради, сенатором, а також Московським головнокомандувачем та управляючим по громадянській частині (8(20).08.1809—12(24).05.1812). За місяць до вторгнення французів, в лютому 1812 року Івана Васильовича було звільнено у відставку.
Останні роки свого життя старий граф провів у своєму подільському маєтку в Чечельнику розважаючись музикою та полюванням. За свою службу отримав у власність величезні земельні володіння з містечками та селами (Іванківці, Чечельник, Олешин та інші), в яких проживало близько 13 000 душ селян. Помер 22 січня 1820 року в Ольгополі Подільської губернії. Заповів поховати себе в Софійському соборі в Києві, однак був похований в Успенському соборі Києво-Печерської лаври. Могилу було втрачено після підриву Успенського собору в 1941 році.

## Нагороди

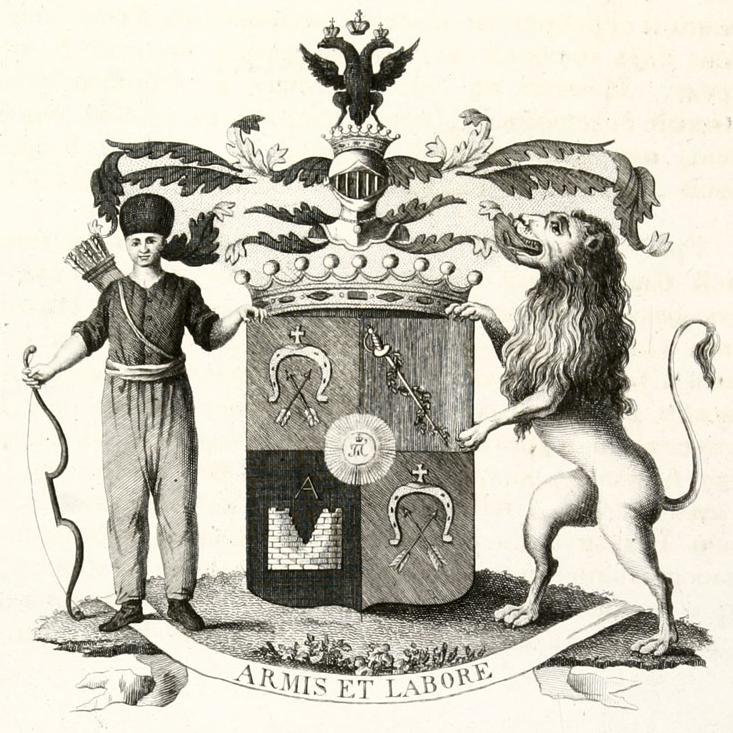
Герб графів Гудовичів

- Орден Святого Георгія 3-ї ст. (27.07.1770)
- Орден Святої Анни 1-ї ст. (14.04.1771)
- Орден Святого Олександра Невського (01.01.1784)
- Орден Святого Володимира 1-ї ст. (22.09.1787)
- Орден Святого Георгія 2-ї ст. (15.07.1791)
- Золота зброя, прикрашена лаврами та алмазами (15.07.1791)
- Орден Святого Андрія Первозванного (02.09.1793)
- Портрет Його Величності імператора Олександра І, прикрашений діамантами, для носіння на грудях (13.02.1812)

## Сім'я
Дружиною Івана Гудовича була фрейліна графиня Прасковія Розумовська — донька останнього гетьмана України Кирила Розумовського. Весілля відбулось проти волі нареченої, за наполяганням її двоюрідної сестри графині Софії Апраксіної (уродж. Закревської). Прасковія Розумовська народилася 12(23) грудня 1755 року, а померла 2(14) жовтня 1808 року. Поховали Прасковію Кирилівну у Феодорівській церкві Олександро-Невської лаври у Санкт-Петербурзі.
У Гудовичів було троє синів — Кирило, Андрій і Василь, четверо доньок — Катерина, Анна, Катерина-молодша та Єлизавета. Із синів найбільше прославилися Кирило, названий на честь діда-гетьмана, — генерал-майор у відставці (1833), поміщик Проскурівського повіту Подільської губернії, де йому належали села Лезневе (нині у складі Хмельницького), Олешин, Іванківці, та Андрій — генерал-майор (1812), московський губернський предводитель дворянства у 1832—1841 роках. Донька Єлизавета (1786—1868) була фрейліною двору, дружиною полковника Іллі Лизогуба.